# نهر كاتشابوال
نهر كاتشوبال (بالإسبانية: Río Cachapoal)‏ هو نهر رافد لنهر رابيل في تشيلي يقع في إقليم أوهيغينز. يعطي النهر اسمه إلى مقاطعة كاتشبوال.